# Медвеђа шапа (биљка)
Heracleum sphondylium, у народу позната као „медвеђа шапа”, зељаста је вишегодишња или двогодишња биљка, из породице Apiaceae у коју још спадају: коморач (Foeniculum vulgare), ливадска крбуљица (Anthriscus sylvestris), седмолист (Aegopodium podagraria) и дивовски свињски коров (Heracleum mantegazzianum). Расте на територији Европе и Азије. Биљке из породице Apiaceae називају се штитаре, јер поседују карактеристичне цвасти у облику штита. Северноамеричка врста Heracleum maximum понекад се наводи као подврста H. sphondylium.

## Етимологија
Име рода Heracleum потиче од грчког имена Herákleion, а односи се на митолошког хероја Херакла, са епитетом sphondylium, у значењу „кичмењак”, што се односи на облик биљке.

## Опис
Heracleum sphondylium достиже 50 до 120 cm у висину, а највише до 2 m. Из великих ризоматичних коренова расте назубљено, шупље стабло са ситним чекињама. Листови достижу дужину од пола метра. Они су перасто сложени, длакави, назубљени и подељени на 3 до 5 сегмената.
Ова биљка има ружичасте или беле цветове са 5 латица. Они су распоређени у велике штитове са око 20 cm у пречнику. Периферни цветови имају радијалну симетрију. Цветање се обично одвија између јуна и октобра.
Биљке штитаре имају раван врх и спољашње латице су увећане.
Цветове опрашују инсекти, као што су осе и муве.

## Употреба
Ове биљке имају евроазијску дистрибуцију, и успева ју свуда, од целе Европе до северне Африке.
Источноевропске државе, а посебно Румунија, користе ову биљку у сврху поспешивања потенције, као и лечења гинеколошких и плодних проблема и импотенције. Такође се некада препоручује код лечења епилепсије. Међутим, не постоје никакви клинички докази који би доказали успешно лечење ових проблема.

## Станиште
Ова биљка је често виђена на ливадама, поред пута, у долинама и шумама. Преферира влажно земљиште, богато азотом.

## Подврсте
Ова врста представља велики број варијетета у карактеристикама. У Европи постоји 8 подврста:
- H. sphondylium subsp. chloranthum (Borbás) Neumayer
- H. sphondylium subsp. elegans (Crantz) Schübl. & G. Martens
- H. sphondylium subsp. glabrum (Huth) Holub
- H. sphondylium subsp. orsinii (Guss.) H. Neumayer
- H. sphondylium subsp. pyrenaicum (Lam.) Bonnier & Layens
- H. sphondylium subsp. sibiricum (L.) Simonk.
- H. sphondylium subsp. sphondylium
- H. sphondylium subsp. trachycarpum (Soják) Holub